# Тегаре
Тегаре (серб. Тегаре / Tegare) — село в общине Братунац Республики Сербской Боснии и Герцеговины. Население составляет 240 человек по переписи 2013 года.